# Dimitrija Čupovski
Dimitrija Čupovski (Papradište, Veles, Macedonia del Norte, 1878 - San Petersburgo, 1940) escritor en ruso y macedonio y lexicógrafo de la República de Macedonia (hoy, Macedonia del Norte).
Fue fundador de la Sociedad Literaria de la República de Macedonia y su presidente de 1902 a 1917. Es autor de innumerables artículos y documentos oficiales. Escribió el primer diccionario ruso-macedonio y trabajó en una gramática macedonia. Participó en numerosos encuentros y boletines para la comunidad de Macedonia del Norte.
- Datos: Q3028173
- Multimedia: Dimitrija Čupovski / Q3028173